# Jme
Jme, pseudonimo di Jamie Adenuga (Londra, 4 maggio 1985), è un rapper britannico.

## Biografia
Jme ha fatto il proprio debutto nella Official Albums Chart col secondo album in studio Blam! (2010), entrato in 66ª posizione. Cinque anni più tardi viene pubblicato Integrity, disco con cui ha ottenuto il suo miglior posizionamento nella classifica e un disco d'oro, equivalente a 100 000 unità, dalla British Phonographic Industry; dal disco è stato estratto 96 F**kries, certificato argento dalla BPI.
Nel novembre 2019 ha fatto il suo ritorno sulle scene musicali, rendendo disponibile per il consumo Grime MC, il secondo disco a entrare la top 30 britannica.

## Discografia

### Album in studio
- 2008 – Famous?
- 2010 – Blam!
- 2015 – Integrity
- 2019 – Grime MC
- 2021 – Norf Face (con Frisco e Shorty)

### Singoli
- 2009 – Over Me
- 2010 – Sidetracked (feat. Wiley)
- 2010 – CD Is Dead
- 2012 – 96 F**kries
- 2012 – Murking
- 2012 – Styley
- 2013 – Banger
- 2013 – If You Don't Know
- 2013 – Work
- 2013 – Integrity
- 2014 – Taking Over? (It Ain't Working)
- 2019 – Boss (con Joe Grind)
- 2021 – Teachers Pets (con Meridian Dam e President T)
- 2021 – Pirate Station (con Bossman Birdie e Lauren Murray)
- 2021 – Man in Meridian (con Bossman Birdie e Paper Pabs feat. President T & Big H)
- 2021 – Offline (con Big Zuu e Novelist)
- 2022 – Matrix Nokia (con Silencer)
- 2022 – On Them (con Tinchy Stryder)
- 2022 – Man Do Road (con Scrufizzer)
- 2023 – Scrufizzer (con One Acen)
- 2023 – Wagwarn Mumsy (con P Money e D Double E feat. Frisco)
- 2023 – I'm Feeling Like
- 2023 – Pree Man (con Uglee)
- 2024 – New Era (con gli House of Pharaohs)
- 2024 – Wonderkid (con Jordi)